# تحالف الأمل (ماليزيا)
تحالف الأمل (بالملايوية: Pakatan Harapan)‏ . مختصر : PH - باكاتان هارابان) هو ائتلاف سياسي في ماليزيا. إنه خلف ل Pakatan Rakyat (والآخر Gagasan Sejahtera). تم تأسيسه في عام 2015 كمعارضة لحزب Barisan Nasional الحاكم السابق. وهو أكبر كتلة في ديوان الشعب وهي الحزب الحاكم الحالي في ماليزيا. الائتلاف متحالف مع حزب صباح التراثي (WARISAN) ومنظمة United Pasokmomogun Kadazandusun Murut (UPKO) في ولاية صباح . على مستوى الدولة الائتلاف هو أكبر حزب في 8 من 13 من المجالس التشريعية للولايات ويشكل الحكومة في ولايتي قدح، بينانغ، بيراك، سيلاغور، نيكري سيمبيلان، ملقا، جوهر وصباح.  باكاتان هارابان أيضًا حكومة بأغلبية الثلثين في ولايات بينانغ وسيلاغور وجوهر.
تم تشكيل الائتلاف في 22 سبتمبر 2015، ويتألف من حزب العمل الديمقراطي وحزب عدالة الشعب وحزب الأمانة الوطني وحزب سكان ماليزيا الأصلين المتحدين. تم تشكيل الائتلاف كتحالف من يسار الوسط إلى أحزاب يمين الوسط لخوض الانتخابات العامة الماليزية عام 2018 . خاض الائتلاف الانتخابات تحت شعار حزبه المكون حزب عدالة الشعب (PKR) ، بسبب عدم القدرة على التسجيل كائتلاف رسمي.
بعد الانتخابات العامة لعام 2018، تم تعيين مهاتير محمد رئيس مجلس إدارة باكاتان هارابان كرئيس وزراء ماليزيا بينما تم تعيين رئيسها وان عزيزة وان إسماعيل كنائب لرئيس الوزراء. أصبح مهاتير محمد أول رئيس وزراء من باكاتان هارابان، وأول رئيس وزراء يقضي فترات ولاية مع حزبين مختلفين.

## الأحزاب الأطراف والأحزاب المتحالفة والشركاء الاستراتيجيين
| علم                   | اسم     | اسم                                                        | اسم                                                                                              | أيديولوجية             | زعيم (زعماء)    | مقاعد المتنازع عليها | 2018 نتيجة | 2018 نتيجة | المقاعد الحالية |
| علم                   | اسم     | اسم                                                        | اسم                                                                                              | أيديولوجية             | زعيم (زعماء)    | مقاعد المتنازع عليها | أصوات (٪)  | مقاعد      | تكوين           |
| --------------------- | ------- | ---------------------------------------------------------- | ------------------------------------------------------------------------------------------------ | ---------------------- | --------------- | -------------------- | ---------- | ---------- | --------------- |
| الأطراف الأعضاء       |         |                                                            |                                                                                                  |                        |                 |                      |            |            |                 |
|                       |         | PKR                                                        | حزب عدالة الشعب Parti Keadilan Rakyat                                                            | التقدمية               | أنور إبراهيم    | 71                   | 16.937٪    | 47 / 222   | 50 / 139        |
|                       |         | DAP                                                        | حزب العمل الديمقراطي Parti Tindakan Demokratik                                                   | الديمقراطية الاجتماعية | ليم جوان م      | 47                   | 17.365٪    | 42 / 222   | 42 / 139        |
|                       |         | بيرساتو                                                    | حزب السكان الأصليين المتحد الماليزي Parti Pribumi Bersatu Malaysia                               | كيتوانان ميلايو        | مهاتير محمد     | 52                   | 5.948٪     | 13 / 222   | 26 / 139        |
|                       |         | أمانة                                                      | الحزب الاستئماني الوطني Parti Amanah Negara                                                      | الحداثة الإسلامية      | محمد سابو       | 34                   | 5.426٪     | 11 / 222   | 11 / 139        |
| الأحزاب المتحالفة     |         |                                                            |                                                                                                  |                        |                 |                      |            |            |                 |
|                       |         | اريسان                                                     | حزب صباح التراثي Parti Warisan Sabah                                                             | سبحان الإقليمية        | شافي عبدال      | 17                   | 2.322٪     | 8 / 222    | 9 / 139         |
|                       |         | UPKO                                                       | منظمة Pasokmomogun Kadazandusun Murut المتحدة Pertubuhan Pasokmomogun Kadazandusun Murut Bersatu | سبحان الإقليمية        | ماديوس تانغاو   | 4 (under BN)         | 0.472٪     | 1 / 222    | 1 / 139         |
| الشركاء الاستراتيجيين |         |                                                            |                                                                                                  |                        |                 |                      |            |            |                 |
|                       | HINDRAF | قوة العمل الهندوسية للحقوق Barisan Bertindak Hak-Hak Hindu | حقوق الانسان                                                                                     | ويثا مورثي بونوسامي    | -               | -                    | 0 / 222    | 0 / 139    |                 |
|                       |         | MIRA                                                       | حزب العمل من أجل حقوق الأقليات Parti Tindakan Hak Minoriti                                       | الديمقراطية الليبرالية | إس جوبي كريشنان | -                    | -          | 0 / 222    | 0 / 139         |

## روابط خارجية
- الموقع الرسمي
- تحالف الأمل  على فيسبوك.
- الميزانيات الفيدرالية البديلة ( 2016 ، 2017 ، 2018 نسخة محفوظة 26 أكتوبر 2017 على موقع واي باك مشين. )
- 2019 الميزانية الفيدرالية الماليزية